# Oberstgruppenführer

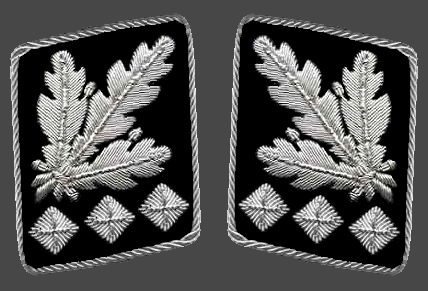
Kragspeglar för Oberstgruppenführer. Emblemet utgörs av tre eklöv och tre knappar.

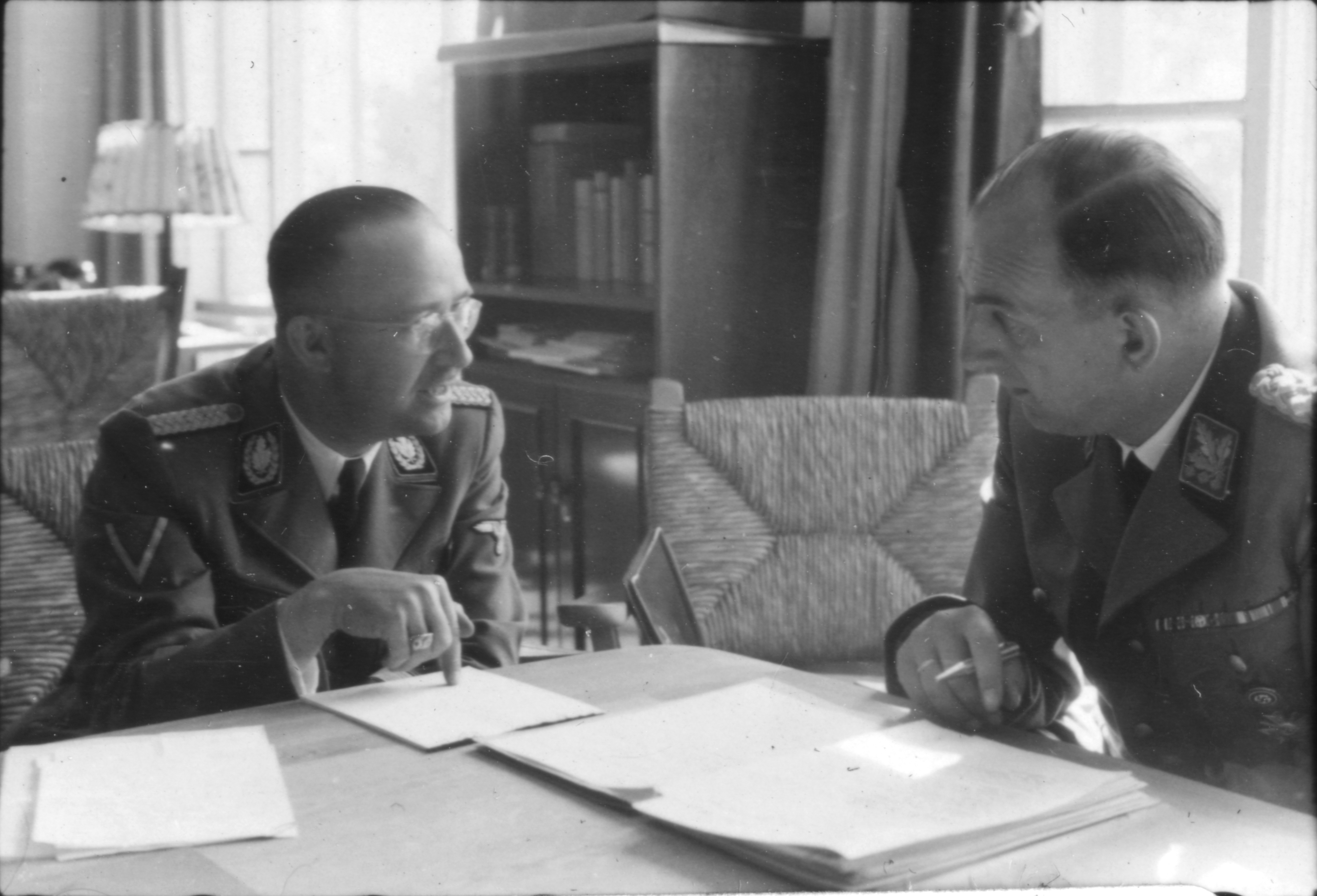
Oberstgruppenführer Kurt Daluege (till höger) i samtal med Reichsführer-SS Heinrich Himmler år 1943.

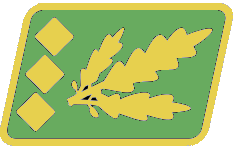
Kragspegel för Oberstgruppenführer i Ordnungspolizei.

Oberstgruppenführer, även Oberst-Gruppenführer, förkortat Oberstgruf, var, förutom Reichsführer-SS, den högsta graden inom SS, motsvarande generalöverste inom armén. Denna grad infördes i SS först 1942. Endast fyra bekräftade personer befordrades till denna tjänstegrad.

## Historia
Tjänstegraden Oberstgruppenführer infördes den 7 april 1942 och var menad att kunna tilldelas kommendörer inom olika Panzer-divisioner. Ingen blev dock tilldelad graden förrän den 20 april samma år; detta på grund av att staben i Wehrmacht inte ville se en SS-general med så mycket makt; något som ledde till att Adolf Hitler personligen omhändertog de två första förordnandena. Förutom Franz Xaver Schwarz, blev också Kurt Daluege inte bara befordrad till Oberstgruppenführer, utan även till Generaloberst der Polizei.
Två år senare, den 1 augusti 1944, tillträdde ytterligare två personer med graden. Den förste var Sepp Dietrich, som därtill befordrades till Panzer-Generaloberst der Waffen-SS; den andre, Paul Hausser, blev också befordrad till Generaloberst der Waffen-SS.
Den 20 april 1945 ska Karl Wolff ha befordrats till Oberstgruppenführer och generalöverste i Waffen-SS. Denna utnämning har dock inte bekräftats officiellt.
Det existerar uppgifter som gör gällande att även Hans-Adolf Prützmann befordrades till Oberstgruppenführer, men detta har inte heller bekräftats officiellt.

## Andra kandidater
Reichsführer-SS Heinrich Himmler erbjöd 1942 rustningsminister Albert Speer Oberstgruppenführer som honorärgrad, men Speer avböjde med hänvisning till att han tidigare hade tackat nej till liknande hedersbetygelser.

## SS-Oberstgruppenführer
| Namn                | Fotografi | Befattning                                                                  | Tjänstegradsbenämning                                         | Kommentar                                                 |
| ------------------- | --------- | --------------------------------------------------------------------------- | ------------------------------------------------------------- | --------------------------------------------------------- |
| Sepp Dietrich       |           | Befälhavare 6. SS Panzer-Armee, kommendör Leibstandarte SS Adolf Hitler     | SS-Oberstgruppenführer und Panzer-Generaloberst der Waffen-SS | Dietrich befordrades 1944, med verkan från 20 april 1942. |
| Franz Xaver Schwarz |           | Riksskattmästare                                                            | SS-Oberstgruppenführer der Allgemeinen SS                     |                                                           |
| Kurt Daluege        |           | Chef för Ordnungspolizei, ställföreträdande riksprotektor för Böhmen-Mähren | SS-Oberstgruppenführer und Generaloberst der Polizei          |                                                           |
| Paul Hausser        |           | Befälhavare II. SS-Panzerkorps, befälhavare Heeresgruppe G                  | SS-Oberstgruppenführer und Generaloberst der Waffen-SS        |                                                           |

## Insignia för Oberstgruppenführer i Waffen-SS

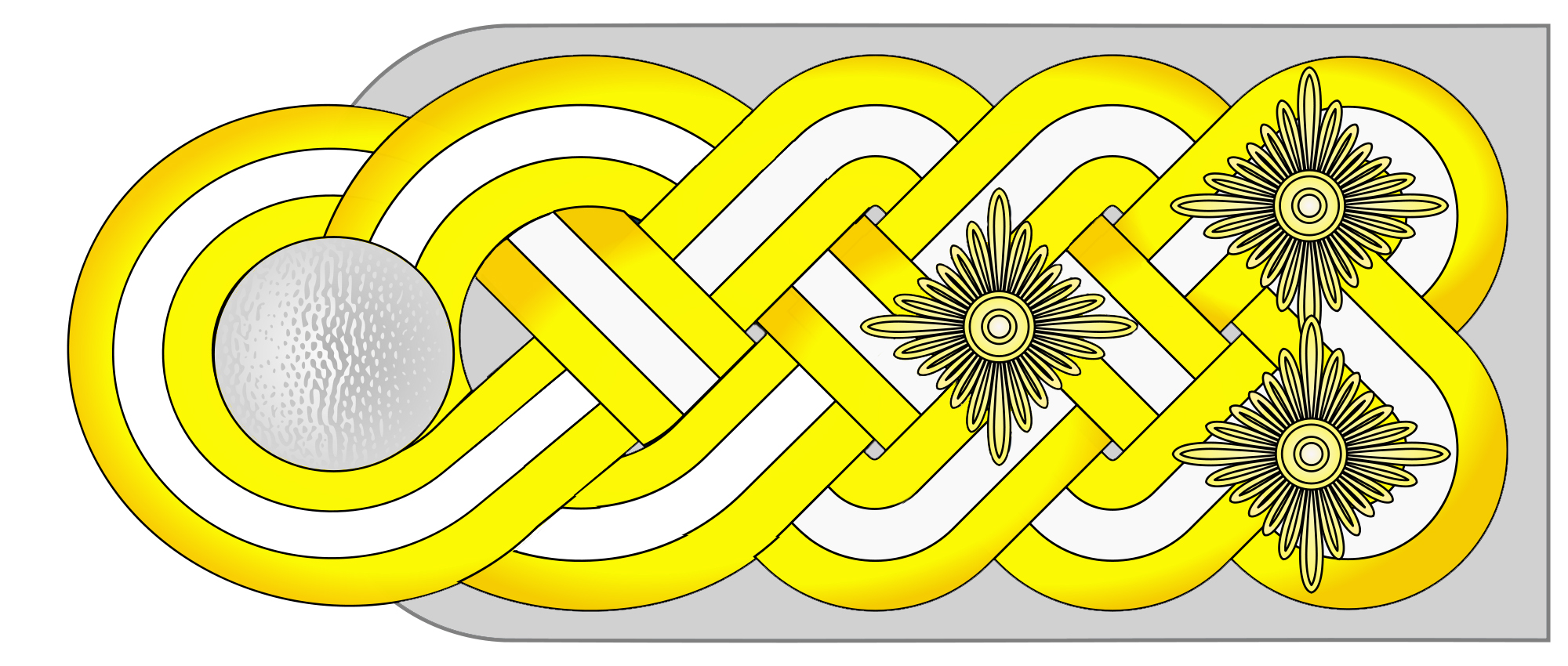
Axelklaff
Kragspeglar
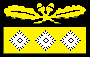
Kamouflage
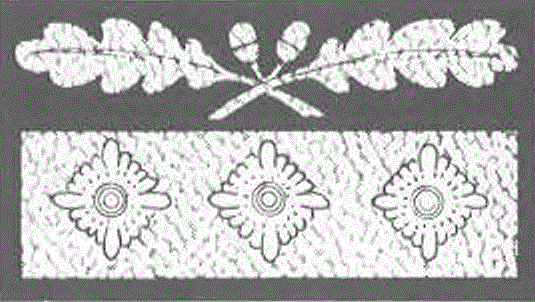
Kamouflage